# CONCACAF-kampioenschap voetbal onder 21 - 2001
Het CONCACAF-kampioenschap voetbal onder 21 van 2001 was de 18e editie van het CONCACAF-kampioenschap voetbal onder 21, een CONCACAF-toernooi voor nationale ploegen van spelers onder de 21 jaar. 8 landen namen deel aan dit toernooi dat van 28 februari tot en met 22 maart 2001 in Trinidad en Tobago (groep A) en Canada (groep B) werd gespeeld.
Dit toernooi dient tevens als kwalificatietoernooi voor het wereldkampioenschap voetbal onder 20 van 2001. De winnaars en nummers 2 van iedere poule kwalificeren daarvoor. Dat zijn Costa Rica, Verenigde Staten, Canada en Jamaica.

## Kwalificatie

### NAFU
De Noord-Amerikaanse landen waren automatisch gekwalificeerd.
Canada, als gastland, Verenigde Staten en Mexico.

### UNCAF
| Pos. | Land       | Ptn. |
| ---- | ---------- | ---- |
| 1    | Panama     | 9    |
| 2    | Costa Rica | 6    |
| 3    | Nicaragua  | 3    |
| 4    | Belize     | 0    |

| Pos. | Land        | Ptn. |
| ---- | ----------- | ---- |
| 1    | Guatemala   | 4    |
| 2    | Honduras    | 3    |
| 3    | El Salvador | 1    |

| Datum            | Team 1        | Totaal         | Team 2        |
| Halve finales    | Halve finales | Halve finales  | Halve finales |
| ---------------- | ------------- | -------------- | ------------- |
| 11 december 2000 | Guatemala     | 3–3 (pen. 3–4) | Costa Rica    |
| 11 december 2000 | Panama        | 0–2            | Honduras      |
| Troostfinale     |               |                |               |
| 13 december 2000 | Panama        | 1–2            | Guatemala     |
| Finale           |               |                |               |
| 13 december 2000 | Costa Rica    | 3–0            | Honduras      |

### CFU
De voorronde werd gespeeld tussen 14 september en 7 oktober 2000.
De winnaars plaatsen zich voor de volgende ronde. Guyana trok zich terug, daardoor kwalificeerde Suriname zich zonder te spelen.
| Voorronde            | Voorronde | Voorronde | Voorronde    | Voorronde    |
| Team 1               | Totaal    | Team 2    | 1e wedstrijd | 2e wedstrijd |
| -------------------- | --------- | --------- | ------------ | ------------ |
| Nederlandse Antillen | 1–3       | Aruba     | 1–2          | 0–1          |
| Montserrat           | 1–27      | Dominica  | 0–12         | 1–15         |
| Guyana               | X         | Suriname  | X            | X            |

| Pos. | Land        | Ptn. |
| ---- | ----------- | ---- |
| 1    | Cuba        | 9    |
| 2    | Haïti       | 6    |
| 3    | Puerto Rico | 3    |
| 4    | Aruba       | 0    |

| Pos.                        | Land                        | Ptn. |
| --------------------------- | --------------------------- | ---- |
| 1                           | Dominicaanse Republiek      | 4    |
| 2                           | Barbados                    | 1    |
| Bermuda                     | Bermuda                     | –    |
| Amerikaanse Maagdeneilanden | Amerikaanse Maagdeneilanden | –    |

| Pos. | Land            | Ptn. |
| ---- | --------------- | ---- |
| 1    | Jamaica         | 9    |
| 2    | Dominica        | 6    |
| 3    | Grenada         | 3    |
| 3    | Kaaimaneilanden | 0    |

| Pos.        | Land                           | Ptn. |
| ----------- | ------------------------------ | ---- |
| 1           | Suriname                       | 6    |
| 2           | Antigua en Barbuda             | 1    |
| 3           | Saint Vincent en de Grenadines | 1    |
| Saint Lucia | Saint Lucia                    | –    |

1. ↑  Bermuda trok zich terug.
2. ↑  Amerikaanse Maagdeneilanden trok zich terug.
3. ↑  Saint Lucia trok zich terug.

Finaleronde
| Pos. | Land                   | GW | W | G | V | DV | DT | +/− | Ptn. |
| ---- | ---------------------- | -- | - | - | - | -- | -- | --- | ---- |
| 1    | Jamaica                | 3  | 2 | 1 | 0 | 7  | 1  | +6  | 7    |
| 2    | Cuba                   | 3  | 2 | 1 | 0 | 5  | 1  | +4  | 7    |
| 3    | Dominicaanse Republiek | 3  | 1 | 0 | 2 | 2  | 4  | –2  | 3    |
| 4    | Suriname               | 3  | 0 | 0 | 3 | 3  | 11 | –8  | 0    |

### Lijst van deelnemende landen
1. Canada (gastland)
2. Verenigde Staten
3. Mexico
4. Costa Rica
5. Honduras
6. Guatemala
7. Jamaica
8. Trinidad en Tobago (gastland)

## Groepsfase
Legenda

### Groep A
| Pos. | Land               | GW | W | G | V | DV | DT | +/− | Ptn. |
| ---- | ------------------ | -- | - | - | - | -- | -- | --- | ---- |
| 1    | Costa Rica         | 3  | 2 | 1 | 0 | 12 | 2  | +10 | 7    |
| 2    | Verenigde Staten   | 3  | 2 | 1 | 0 | 11 | 2  | +9  | 7    |
| 3    | Trinidad en Tobago | 3  | 0 | 1 | 2 | 1  | 8  | –7  | 1    |
| 4    | Guatemala          | 3  | 0 | 1 | 2 | 1  | 13 | –12 | 1    |

|               |           |     |                  |                                                          |
| 18 maart 2001 | Guatemala | 0–5 | Verenigde Staten | Hasely Crawfordstadion Port of Spain, Trinidad en Tobago |
| 18 maart 2001 |           |     |                  | Hasely Crawfordstadion Port of Spain, Trinidad en Tobago |

|               |                    |     |            |                                                          |
| 18 maart 2001 | Trinidad en Tobago | 0–3 | Costa Rica | Hasely Crawfordstadion Port of Spain, Trinidad en Tobago |
| 18 maart 2001 |                    |     |            | Hasely Crawfordstadion Port of Spain, Trinidad en Tobago |

|               |            |     |           |                                                          |
| 20 maart 2001 | Costa Rica | 8–1 | Guatemala | Hasely Crawfordstadion Port of Spain, Trinidad en Tobago |
| 20 maart 2001 |            |     |           | Hasely Crawfordstadion Port of Spain, Trinidad en Tobago |

|               |                    |     |                  |                                                          |
| 20 maart 2001 | Trinidad en Tobago | 1–5 | Verenigde Staten | Hasely Crawfordstadion Port of Spain, Trinidad en Tobago |
| 20 maart 2001 |                    |     |                  | Hasely Crawfordstadion Port of Spain, Trinidad en Tobago |

|               |            |     |                  |                                                          |
| 22 maart 2001 | Costa Rica | 1–1 | Verenigde Staten | Hasely Crawfordstadion Port of Spain, Trinidad en Tobago |
| 22 maart 2001 |            |     |                  | Hasely Crawfordstadion Port of Spain, Trinidad en Tobago |

|               |                    |     |           |                                                          |
| 22 maart 2001 | Trinidad en Tobago | 0–0 | Guatemala | Hasely Crawfordstadion Port of Spain, Trinidad en Tobago |
| 22 maart 2001 |                    |     |           | Hasely Crawfordstadion Port of Spain, Trinidad en Tobago |

### Groep B
| Pos. | Land     | GW | W | G | V | DV | DT | +/− | Ptn. |
| ---- | -------- | -- | - | - | - | -- | -- | --- | ---- |
| 1    | Canada   | 3  | 2 | 1 | 0 | 2  | 0  | +2  | 7    |
| 2    | Jamaica  | 3  | 1 | 2 | 0 | 3  | 2  | +1  | 5    |
| 3    | Mexico   | 3  | 1 | 1 | 1 | 3  | 2  | +1  | 4    |
| 4    | Honduras | 3  | 0 | 0 | 3 | 1  | 5  | –4  | 0    |

|                  |         |     |        |                                         |
| 28 februari 2001 | Jamaica | 1–1 | Mexico | Centennial Park Stadium Toronto, Canada |
| 28 februari 2001 |         |     |        | Centennial Park Stadium Toronto, Canada |

|                  |        |     |          |                                         |
| 28 februari 2001 | Canada | 1–0 | Honduras | Centennial Park Stadium Toronto, Canada |
| 28 februari 2001 |        |     |          | Centennial Park Stadium Toronto, Canada |

|              |          |     |         |                                         |
| 2 maart 2001 | Honduras | 1–2 | Jamaica | Centennial Park Stadium Toronto, Canada |
| 2 maart 2001 |          |     |         | Centennial Park Stadium Toronto, Canada |

|              |        |     |        |                                         |
| 2 maart 2001 | Canada | 1–0 | Mexico | Centennial Park Stadium Toronto, Canada |
| 2 maart 2001 |        |     |        | Centennial Park Stadium Toronto, Canada |

|              |          |     |        |                                         |
| 4 maart 2001 | Honduras | 0–2 | Mexico | Centennial Park Stadium Toronto, Canada |
| 4 maart 2001 |          |     |        | Centennial Park Stadium Toronto, Canada |

|              |        |     |         |                                         |
| 4 maart 2001 | Canada | 0–0 | Jamaica | Centennial Park Stadium Toronto, Canada |
| 4 maart 2001 |        |     |         | Centennial Park Stadium Toronto, Canada |

1962 · 1964 · 1970 · 1973 · 1974 · 1976 · 1978 · 1980 · 1982 · 1984 · 1986 · 1988 · 1990 · 1992 · 1994 · 1996 · 1998 · 2001 · 2003 · 2005 · 2007 · 2009 · 2011 · 2013 · 2015 · 2017 · 2018 · 2022

Jeugdtoernooi CONCACAF mannen: onder 17 · onder 15

Jeugdtoernooi CONCACAF vrouwen: onder 20 · onder 17 · onder 15